# Tanjung Karang Permai
Tanjung Karang Permai is een bestuurslaag in het regentschap Mataram van de provincie West-Nusa Tenggara, Indonesië. Tanjung Karang Permai telt 6607 inwoners (volkstelling 2010).